# 813
813(팔백십삼)은 812보다 크고 814보다 작은 자연수다.

## 수학
- 합성수로, 그 약수는 1, 3, 271, 813이다. 진약수의 합은 275이므로 813은 부족수다.

## 교통

### 철도
- 큐슈여객철도 813계 전동차
- 수도권 전철 8호선 몽촌토성역의 역번호.

### 도로
- 고속도로
  - 오토루트 813호선(프랑스어판): 반느빌라캉파뉴(프랑스어판)에서 프레누빌(프랑스어판)까지 이어지는 프랑스의 고속도로.

- 도도부현도
  - 813번 야마나시현도
  - 813번 홋카이도도(일본어판)

## 문화재
- 대한민국의 보물 제813호: 창덕궁 인정문

## 작품
- 《813》: 모리스 르블랑의 1910년 소설.
  - 《813》: 1920년 미국 영화.
  - 《813》: 1923년 일본 영화.

## 기타
- 날짜: 8월 13일
- 연도: 813년, 기원전 813년